# Abgasentschwefelung in der Seeschifffahrt

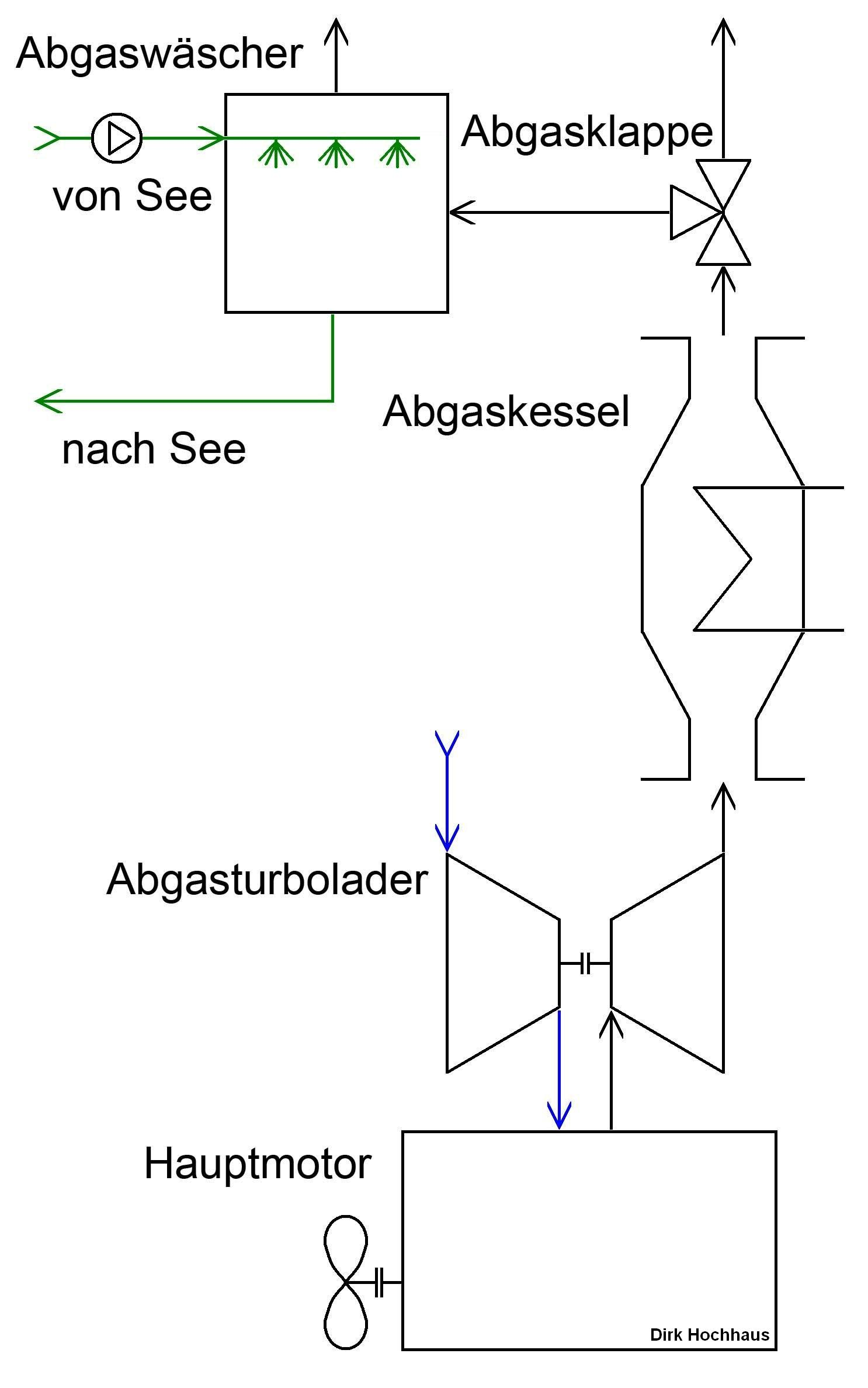
Schematische Darstellung eines einfachen Systems zur Schwefelreinigung

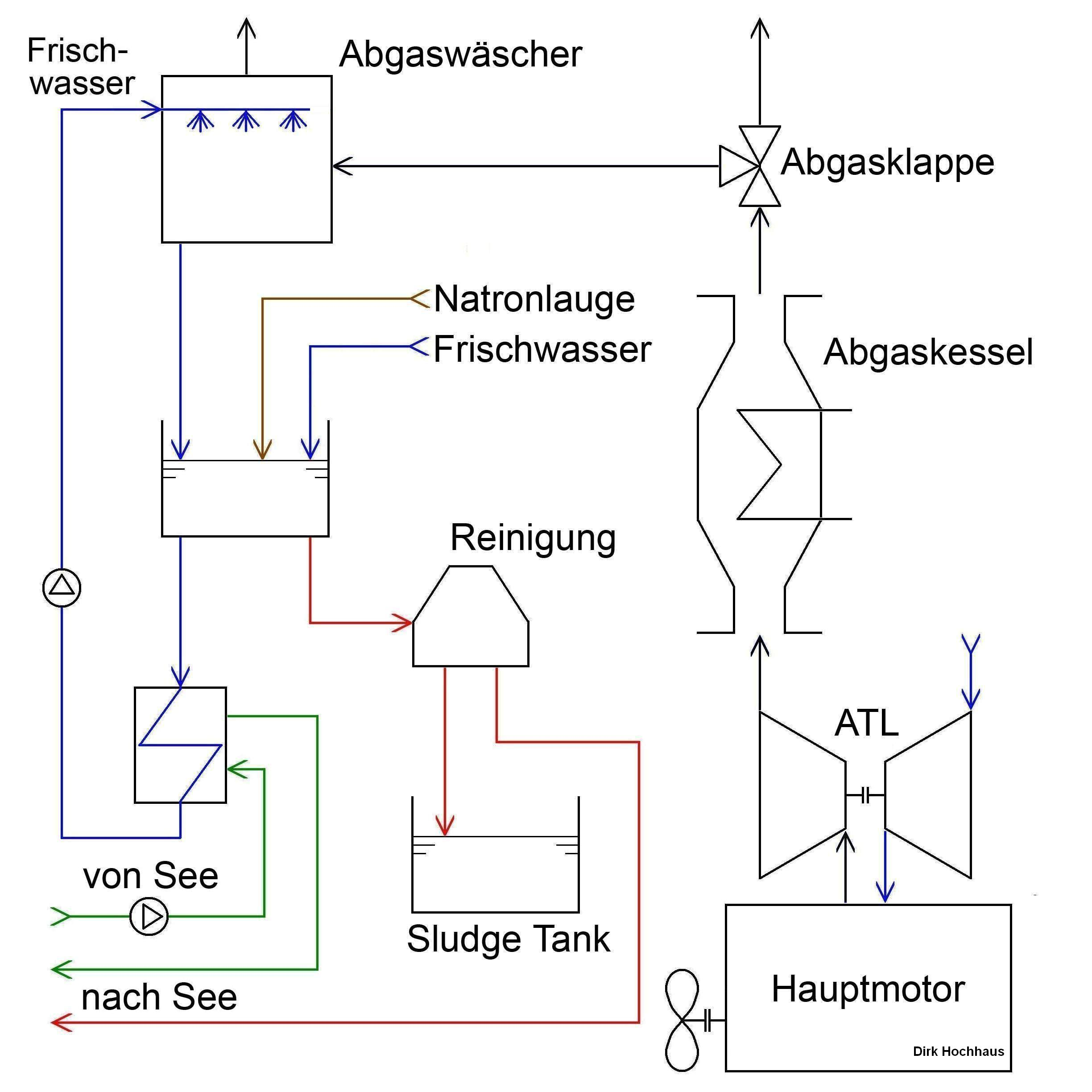
Schematische Darstellung eines Hybridsystems zur Abgasentschwefelung

Schematische Darstellung eines Abgaswäschers zur Schwefelreinigung (Nasswäscher)

Abgasentschwefelung in der Seeschifffahrt bezeichnet die Entschwefelung der bei Schiffen entstehenden Abgase, um den von der IMO weltweit festgesetzten Schwefelgrenzwert einzuhalten. Statt Treibstoff mit niedrigem Schwefelgehalt zu nutzen, können mit Entschwefelungsanlagen ausgerüstete Schiffe weiterhin mit preiswertem Schweröl betrieben werden. Diese als Gaswäscher bezeichneten nassen Entschwefelungsanlagen (sog. Schwefelscrubber), die Salzwasser oder Süßwasser mit Natronlauge nutzen, und die Abgase mit Wasser besprühen sind wegen ihrer toxischen Auswirkungen auf Meereslebewesen in die Kritik geraten, denn die im Schweröl enthaltenen Schadstoffe werden bei den zu 85 % verbreiteten Open Loop Schrubbern direkt ins Meerwasser gespült.
Wenig verbreitet sind derzeit trockene Entschwefelungsanlagen, die Schwefelverbindungen in Kalksubstraten binden.

## Reduzierung der Schwefelemissionen in der Seeschifffahrt
Die aktuellen Entwicklungen in der internationalen Schifffahrt haben aufgrund der zunehmenden globalen Umweltprobleme zu verschärften Vorschriften auch beim zulässigen Schwefelgehalt in den Brennstoffen geführt. Daher wurde im Überseeverkehr der maximal zulässige Schwefelgehalt im Brennstoff im ersten Schritt von 5 % auf 4,5 % gesenkt, im zweiten Schritt ab 2012 auf 3,5 % und ab 2020 bzw. 2025 soll er auf 0,5 % sinken. Für die Häfen der Europäischen Union gilt die EU-Richtlinie 2005/33/EG, die besagt, dass Brennstoffe mit weniger als 0,1 % Schwefel zu verwenden sind. Für die Ost- und Nordsee als ECA-Gebiete gilt der Grenzwert von 1 % Schwefel, ab 2015 0,1 % Schwefel.
Diese Maßnahmen nach MARPOL Anlage VI lauten „Regeln zur Verhütung der Luftverunreinigung durch Seeschiffe“, sie bedeuten für den Schiffsbetrieb erhebliche Veränderungen und deutlich erhöhte Treibstoffkosten. Statt Schweröl ist in den ECA-Fahrtgebieten schwefelarmes Schweröl und ab 2015 Gasöl oder schwefelarmes Marinedieselöl (MDO) zu bunkern. Als Alternative zum schwefelreduzierten Brennstoff erlauben die IMO und die EU auch eine Entschwefelung der Abgase, wenn diese ebenso wirksam ist. Mit der Abgasentschwefelung müssen die gleichen Schwefeloxid-Konzentrationen wie im Betrieb mit schwefelreduziertem Brennstoff erreicht werden (MEPC.184(59)). Die Schiffbauzulieferindustrie hat bereits reagiert und zurzeit befinden sich auf Seeschiffen einiger umweltbewusster Reeder Verfahren zur Trocken- und die Nassentschwefelung in der Erprobungsphase.

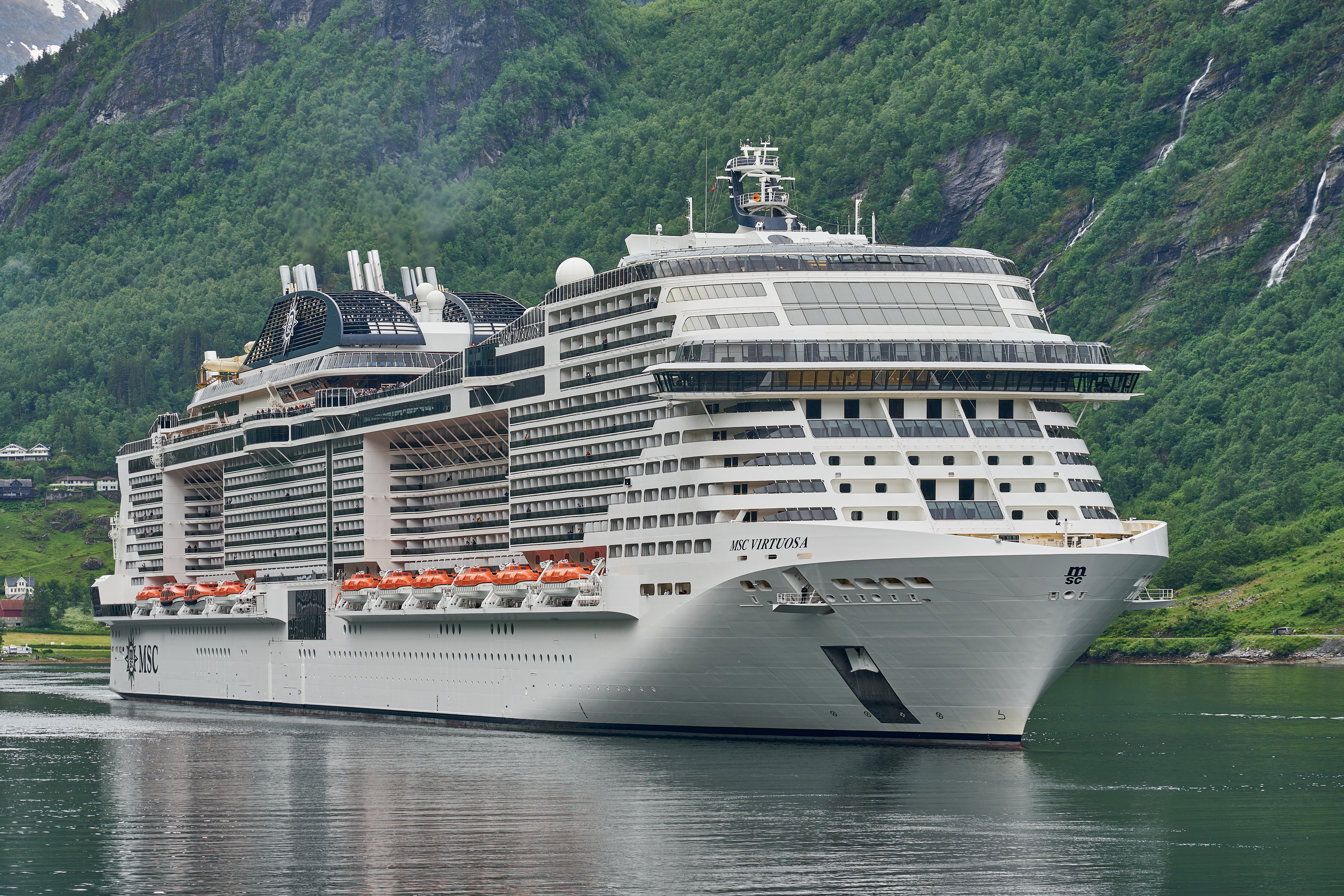
Mit Scrubbern ausgerüstetes Kreuzfahrtschiff in norwegischen Fjord

### Umsetzung
Nach Schätzungen der DNV GL hatten 3.756 aktive und im Bau befindliche Schiffe im September 2019 bereits Entschweflungsanlagen installiert. Die Masse davon war aber mit offenen Kreislaufsystemen ausgerüstet, bei denen die Schadstoffe zwar nicht in die Luft, dafür aber ins Meer abgeführt werden. Für jede Tonne verbrannten Treibstoff werden dabei bis zu 45 Tonnen warmes, säurehaltiges Spülwasser mit diversen Schadstoffen, darunter Polycyclische aromatische Kohlenwasserstoffe, außenbords gedrückt. Die IMO Bestimmungen lassen solche Systeme zwar zu, die Bedrohung für das Leben im Meer ist jedoch beträchtlich und Staaten wie China verboten bereits den Einsatz von offenen Kreislaufsystemen in ihren küstennahen Gewässern.

## Einbau eines Flüssigscrubbers
Die Ficaria Seaways, ein RoRo-Schiff der DFDS Seaways, wurde 2009 im Schwimmdock der Bremerhavener MWB-Werft trocken gestellt und um 30 Meter verlängert. Dabei wurde sie unter anderem mit einem Schwefelscrubber, dem Wäscher-System „PureSOX“ von Alfa Laval, ausgerüstet, um damit Schwefelsäure aus dem Abgas zu entfernen. Die Anlage wurde von MWB mit Unterstützung der Ingenieure von DFDS, Alfa Laval und MAN Diesel & Turbo geplant, eingebaut und erprobt. Damit zählte diese Anlage zu den weltweit größten Flüssig-Schwefelscrubbern an Bord eines Schiffes. Die Scrubberanlage wird als Hybridsystem bezeichnet, da sie sowohl mit Salzwasser als auch mit Süßwasser betrieben werden kann.

### Verlagerung des Problems
Bei dem Einsatz eines einfachen Systems zur Schwefelreinigung wird das Problem jedoch nur verlagert. Statt in die Luft, werden der Schwefel und andere Schadstoffe in das Meerwasser verfrachtet. Zitat International Council on Clean Transportation: „Das Waschwasser der Scrubber ist saurer als Meerwasser und enthält polyzyklische aromatische Kohlenwasserstoffe (PAHs), Nitrate, Sulfate und Schwermetalle, die alle der Tierwelt schaden und die Wasserqualität verschlechtern können.“ In der Ostsee belaufen sich die Kosten für ökologische Schäden durch Scrubberwasser in den Jahren 2014 – 2022 auf 680 Millionen Euro.

### Mögliche Lösung dieses Problems
Bereits 2019 wurde erstmals eine geschlossene Scrubberanlage „SeaSOxdry“ des österreichischen Technologiekonzerns ANDRITZ auf der RoPax-Fähre Piana installiert, bei der das schädliche Waschwasser (oder andere Reststoffe) nicht ins Meerwasser abgeleitet wird. Hierfür wurde eine Kombination aus Entschwefelungs- und Entstaubungsanlage verwendet, die mit Hilfe von Hitze pulverförmiges Natriumbikarbonat (NaHCO3) mit den SO2 und SO3 im Abgas reagieren lässt und den trockenen Abtransport ermöglicht.